# Krapfia
Krapfia DC. – rodzaj roślin z rodziny jaskrowatych (Ranunculaceae). Obejmuje co najmniej 4 gatunki występujące naturalnie w piętrze alpejskim w Andach w Ameryce Południowej.

## Systematyka
Pozycja według APweb (2001...)
Rodzaj z podrodziny Ranunculoideae Arnott, rodziny jaskrowatych (Ranunculaceae) z rzędu jaskrowców (Ranunculales), należących do kladu dwuliściennych właściwych (eudicots). 
Pozycja w systemie Reveala (1993-1999)
Gromada: okrytonasienne (Magnoliophyta Cronquist), podgromada Magnoliophytina Frohne & U. Jensen ex Reveal, klasa Ranunculopsida Brongn., podklasa jaskrowe (Ranunculidae Takht. ex Reveal), nadrząd Ranunculanae Takht. ex Reveal), rząd jaskrowce (Ranunculales Dumort.), podrząd Ranunculineae Bessey in C.K. Adams, rodzina jaskrowate (Ranunculaceae Juss.).
Wykaz gatunków
- Krapfia gigas (Lourteig) Tamura
- Krapfia haemantha (Ulbr.) Tamura
- Krapfia macropetala (DC.) Tamura
- Krapfia polystachya (Lourteig) Tamura